# Mikołaj (biskup poznański)
Mikołaj herbu Lis (zm. 30 marca 1278) – biskup poznański w latach 1267–1278.
Pochodził ze Śląska, był synem Wojsława. Uzyskał tytuł magistra na jakimś zachodnioeuropejskim uniwersytecie. Był najpierw kustoszem, a potem scholastykiem krakowskim. W 1262 znalazł się w składzie delegacji zabiegającej w kurii papieskiej o kanonizację Jadwigi Śląskiej. 22 maja 1267 papież Klemens IV mianował go biskupem poznańskim, kończąc w ten sposób półtoraroczny spór między kapitułą katedralną a arcybiskupem Januszem o obsadę tej diecezji. Z bulli tej wiadomo, że Mikołaj sprawował funkcję papieskiego kapelana, co pozwala przypuszczać, że po roku 1262 został zatrzymany na stałe w kurii rzymskiej. Jako biskup poznański uczestniczył w synodzie prowincjonalnym w Sieradzu w 1270. Nadto występuje w dwóch dokumentach datowanych 25 października 1276 oraz 1278 (bez daty dziennej). Datę jego zgonu odnotowano w nekrologu lubińskim; 23 kwietnia 1278 książę Bolesław Pobożny wspomina go jako zmarłą osobę.